# VH1 UK i Irlandia
VH1 UK i Irlandia – stacja telewizyjna, która dostępna była w Irlandii oraz w Wielkiej Brytanii. Stacja wystartowała 10 października 1994 roku. Siostrzanym kanałem telewizyjnym był VH1 Classic UK. VH1 był dostępny na platformie cyfrowej, Sky Digital kanał 357 oraz na kablówce, Virgin Media kanał 316 i UPC Ireland kanał 706.
Dnia 7 stycznia 2020 roku stacja zakończyła nadawanie. Można wtedy było zobaczyć planszę z napisem (tłumaczenie z angielskiego):
"VH1 nie będzie nadawany już na tym kanale/tej pozycji".
Kanał poświęcał czas artystom w konkretne dni. Przykładem tego były "Jacksons Day", "Beautiful South Day", "Elton John Day" oraz "Madonna Day".